# 神戸町 (名古屋市)
神戸町（ごうどちょう）は、愛知県名古屋市熱田区の地名。丁番を持たない単独町名である。住居表示未実施。

## 地理
名古屋市熱田区南部に位置する。東は伝馬一丁目・内田町、西は須賀町・大瀬子町、南は南区、北は中瀬町・田中町に接する。

## 歴史

### 町名の由来
833年（天長10年）、朝廷が熱田社に奉納した神戸15戸が所在したことに由来するという。

### 沿革
- 1871年（明治4年） - 築地町を編入する[3]。
- 1878年（明治11年）12月28日 - 愛知郡熱田村の一部により、同郡神戸町として成立[4]。
- 1889年（明治22年）10月1日 - 愛知郡熱田町に編入され、同町大字神戸となる[4]。
- 1907年（明治40年）6月1日 - 名古屋市に編入され、同市熱田神戸町となる[4]。
- 1908年（明治41年）4月1日 - 南区に編入され、同区熱田神戸町となる[4]。
- 1927年（昭和2年）1月7日 - 聖心愛子会名古屋支院により、聖心愛子園の名称で幼児中間保育が始められる[5]。
- 1937年（昭和12年）10月1日 - 熱田区に編入され、同区熱田神戸町となる[4]。
- 1939年（昭和14年）12月15日 - 神戸町に改称[4]。
- 1981年（昭和56年）9月20日 - 内田町・大瀬子町・須賀町・富江町・中瀬町の各一部を編入し、一部が伝馬一丁目・同二丁目・中瀬町・内田町・須賀町・大瀬子町・田中町に編入される[4]。

### 字一覧
かつて神戸町には小字が存在した。1882年時点で神戸町に存在した小字は以下の通り。なお小字はすべて消滅している。
| 字     | 読み     | 備考 |
| ------ | -------- | ---- |
| 築地   | つきじ   |      |
| 中道   | なかみち |      |
| 森下   | もりした |      |
| 西之地 | にしのじ |      |
| 新町   | しんまち |      |
| 出来道 | できみち |      |

## 世帯数と人口
2018年（平成30年）12月1日現在の世帯数と人口は以下の通りである。
| 町丁   | 世帯数  | 人口  |
| ------ | ------- | ----- |
| 神戸町 | 211世帯 | 328人 |

### 人口の変遷
国勢調査による人口および世帯数の推移。
| 1995年（平成7年）  | 217世帯 527人 |  |
| 2000年（平成12年） | 208世帯 448人 |  |
| 2005年（平成17年） | 207世帯 401人 |  |
| 2010年（平成22年） | 208世帯 411人 |  |
| 2015年（平成27年） | 214世帯 390人 |  |

## 学区
市立小・中学校に通う場合、学校等は以下の通りとなる。また、公立高等学校に通う場合の学区は以下の通りとなる。
| 番・番地等 | 小学校               | 中学校             | 高等学校 |
| ---------- | -------------------- | ------------------ | -------- |
| 全域       | 名古屋市立白鳥小学校 | 名古屋市立宮中学校 | 尾張学区 |

## 施設
- 七里の渡し跡[1]
- 熱田常夜灯跡[1]
- 景清社[1]
- 西山浄土宗宝勝寺[1]
- 時宗円福寺[1]
- 赤本陣跡[1]
- 神戸公園

1993年（平成5年）4月1日供用開始。
- 七里の渡し跡
- 円福寺
- 景清社

## その他

### 日本郵便
- 郵便番号 : 456-0043[WEB 3]（集配局：熱田郵便局[WEB 14]）。

### WEB
1. ↑  “愛知県名古屋市熱田区の町丁・字一覧”.   人口統計ラボ. 2017年7月23日閲覧。
2. 1 2  “町・丁目(大字)別、年齢(10歳階級)別公簿人口(全市・区別)”.   名古屋市 (2018年12月20日). 2019年1月6日閲覧。
3. 1 2  “郵便番号”.  日本郵便. 2019年1月6日閲覧。
4. ↑  “市外局番の一覧”.   総務省. 2019年1月6日閲覧。
5. ↑  名古屋市役所市民経済局地域振興部住民課町名表示係 (2015年10月21日). “熱田区の町名一覧”.   名古屋市. 2017年7月23日閲覧。
6. ↑  総務省統計局 (2014年3月28日). “平成7年国勢調査の調査結果(e-Stat) - 男女別人口及び世帯数 －町丁・字等” (CSV). 2021年7月20日閲覧。
7. ↑  総務省統計局 (2014年5月30日). “平成12年国勢調査の調査結果(e-Stat) - 男女別人口及び世帯数 －町丁・字等” (CSV). 2021年7月20日閲覧。
8. ↑  総務省統計局 (2014年6月27日). “平成17年国勢調査の調査結果(e-Stat) - 男女別人口及び世帯数 －町丁・字等” (CSV). 2021年7月21日閲覧。
9. ↑  総務省統計局 (2012年1月20日). “平成22年国勢調査の調査結果(e-Stat) - 男女別人口及び世帯数 －町丁・字等” (CSV). 2021年7月21日閲覧。
10. ↑  総務省統計局 (2017年1月27日). “平成27年国勢調査の調査結果(e-Stat) - 男女別人口及び世帯数 －町丁・字等” (CSV). 2021年7月21日閲覧。
11. ↑  “市立小・中学校の通学区域一覧”.   名古屋市 (2018年11月10日). 2019年1月14日閲覧。
12. ↑  “平成29年度以降の愛知県公立高等学校（全日制課程）入学者選抜における通学区域並びに群及びグループ分け案について”.   愛知県教育委員会 (2015年2月16日). 2019年1月14日閲覧。
13. ↑  “都市公園の名称、位置及び区域並びに供用開始の期日” (2019年5月1日). 2019年11月3日閲覧。
14. ↑  郵便番号簿 平成29年度版 - 日本郵便. 2019年01月06日閲覧 (PDF)

### 書籍
1. 1 2 3 4 5 6 7 8  「角川日本地名大辞典」編纂委員会 1989, p. 1444.

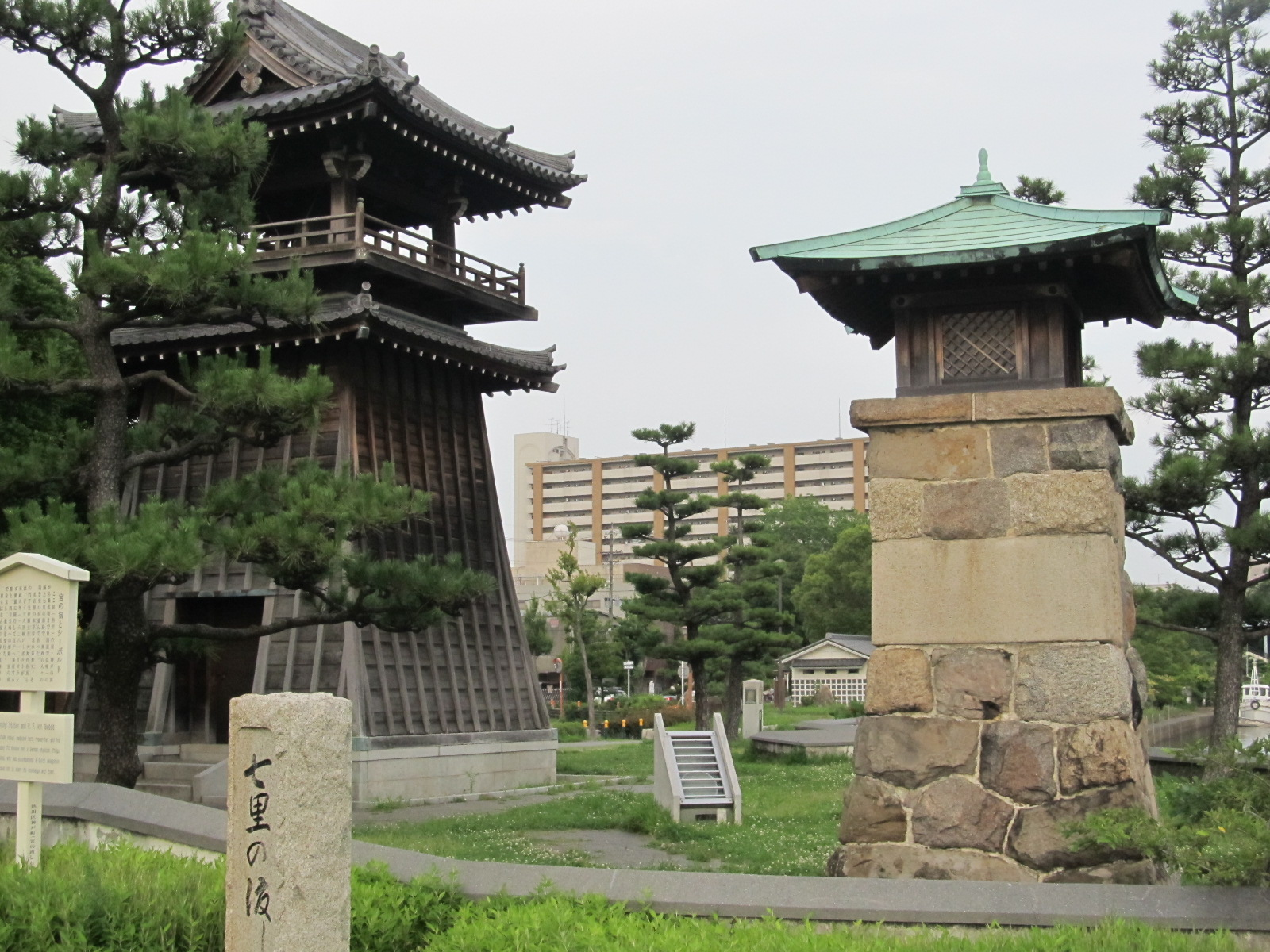
七里の渡し跡
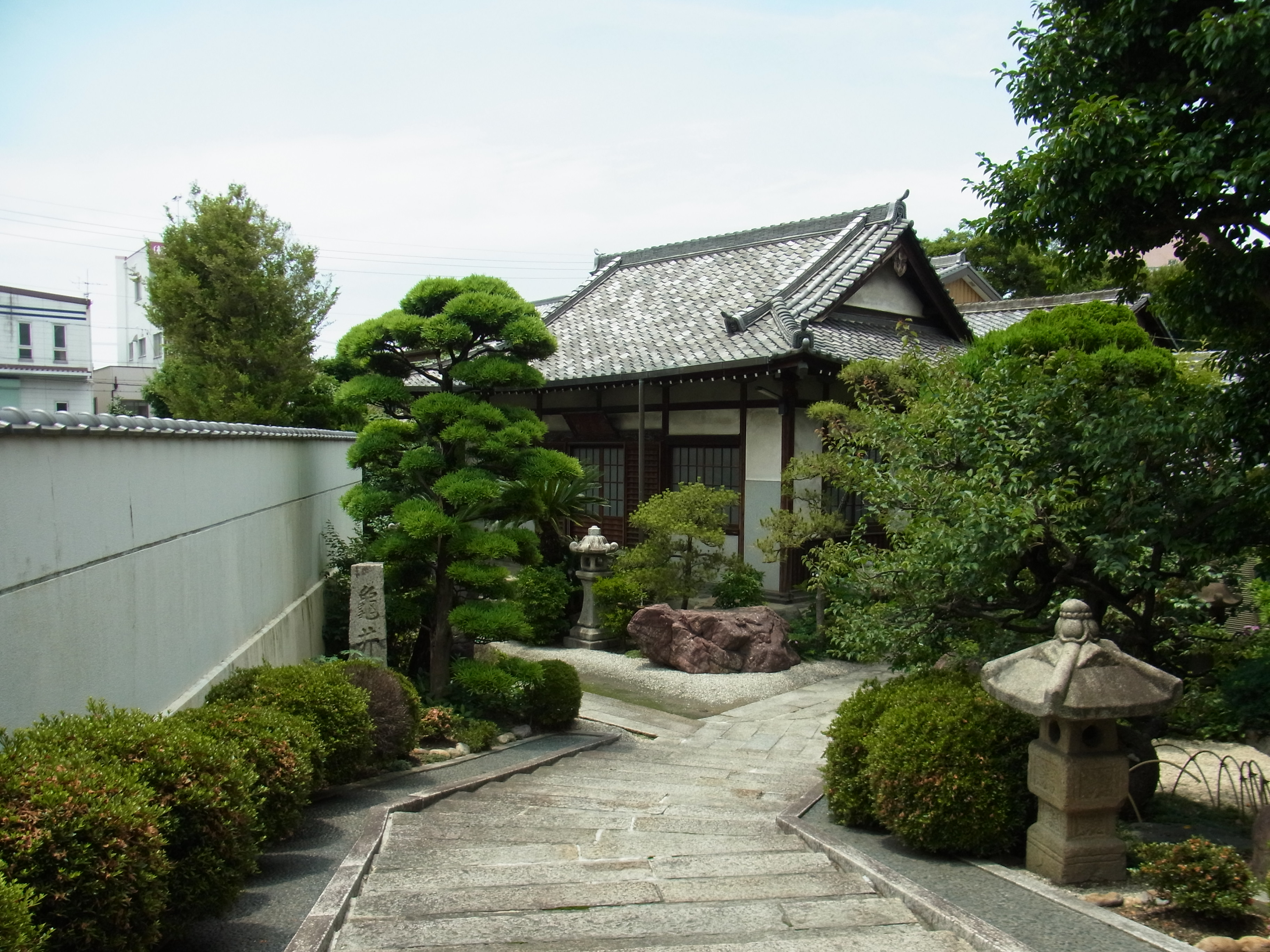
円福寺
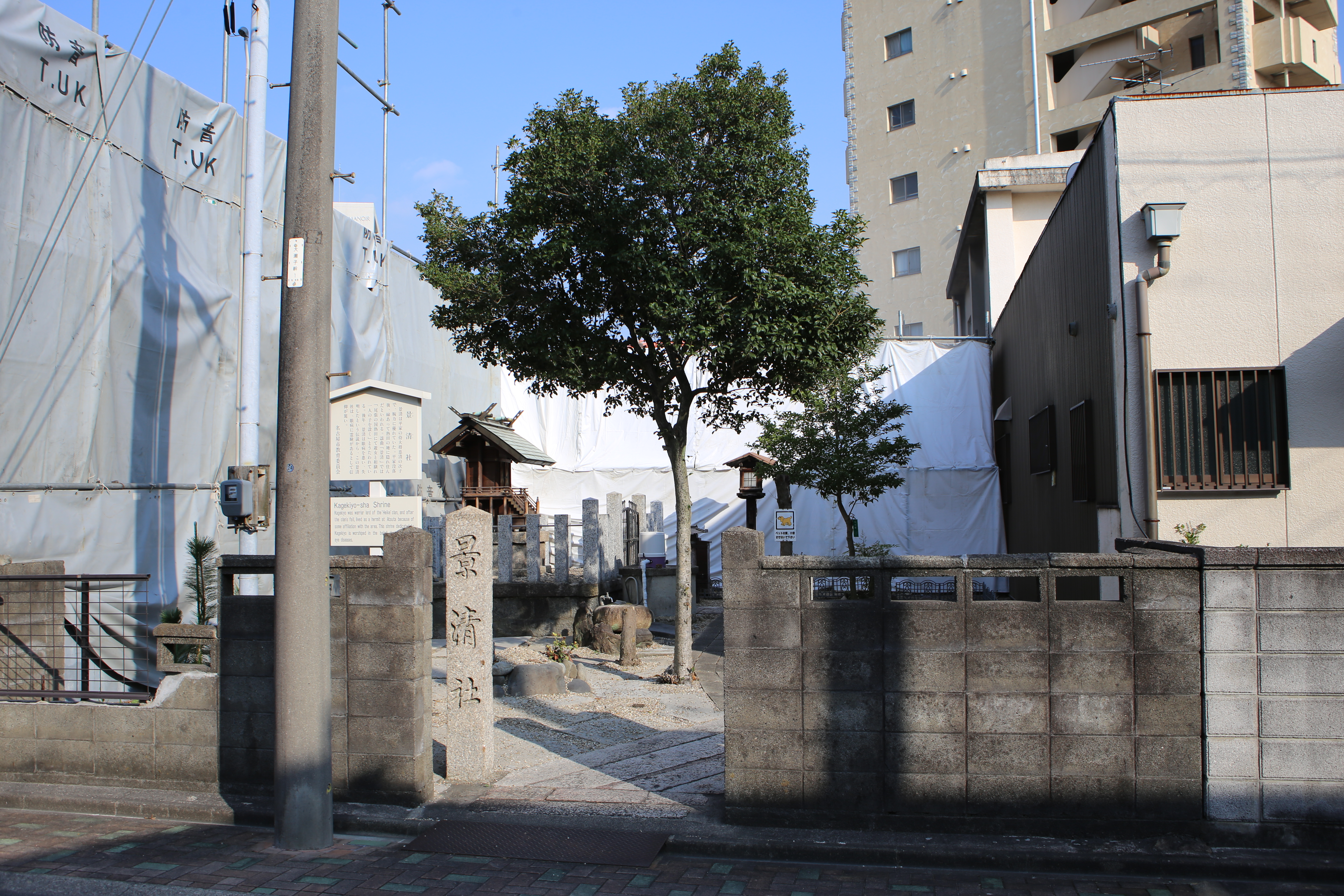
景清社

2. ↑  名古屋市計画局 1992, p. 422.
3. ↑  「角川日本地名大辞典」編纂委員会 1989, p. 842.
4. 1 2 3 4 5 6 7  名古屋市計画局 1992, p. 811.
5. ↑  名古屋市会事務局 1964, pp. 81–82.
6. ↑  名古屋市計画局 1992, p. 902.